# Basílica de San Francisco de Asís (Cracovia)
La basílica de San Francisco de Asís (en polaco: Bazylika św. Franciszka z Asyżu) es una iglesia de culto católico y estilo gótico, situada en el centro histórico de Cracovia, Polonia, en la calle Franciszkańska y la plaza de Todos los Santos.
Fue una de las primeras construcciones de ladrillo y se conserva como una de las iglesias más antiguas de la ciudad. El edificio tuvo varias remodelaciones y ampliaciones entre los siglos, por lo que presenta una peculiar mezcla compuesta por diferentes estilos, pero sigue manteniéndose la estructura de su construcción de la época. El templo fue declarado basílica menor el 23 de febrero de 1920 por el papa Benedicto XV.

## Historia
La orden de los franciscanos llegó a la ciudad en 1237 de Praga gracias a la diligencias del príncipe Enrique el Piadoso. La iglesia fue construida entre los años 1237 y 1269 por la fundación del Boleslao el Casto, cuya tumba se encuentra en una capilla de iglesia. Al lado los franciscanos construyeron el monasterio. La construcción fue expandida a lo largo del siglo XV, agregando las ápsides de tres lados y la parte central en forma de cruz. El templo fue repetidas veces destruido por los grandes incendios (en 1462, 1476, 1655 y 1850).
Una de las ocho iglesias franciscanas de Polonia que sobrevivieron a las Particiones. Durante la ocupación alemana la Basílica funcionó como sede del obispo.

## Interior
El altar mayor es del año 1861. En la nave destacan altares de barroco tardío con columnas rizadas que conviven con las capillas de Salomé de Polonia (fallecida en 1268, la primera monja clarisa en Polonia, beatificada en 1673) y de la Pasión de Jesucristo, ambas del siglo XV y de la Nuestra Señora de los Dolores separada en el año 1879 de los claustros del convento.
En la capilla de la Pasión se exhibe una réplica del Sudario de Turín, también llaman la atención las estaciones del Vía Crucis pintadas por Józef Mehoffer de 1933. La policromía de presbiterio y transepto fue ejecutada en 1895 por Stanisław Wyspiański, autor también vidrieras de 1900, casi todas con motivos religiosos.
La iglesia fue uno de los lugares favoritos de Karol Wojtyła quien solía asistir a esta iglesia cuando vivía en Cracovia (se conserva una placa con su nombre en el banco).
Enfrente de la iglesia se encuentra el Palacio del Arzobispo donde el papa Juan Pablo II se reunió con los jóvenes, saludándolos desde la “ventana papal” cada vez que estaba en la ciudad.
Las salas y habitaciones del convento gótico se distribuyen alrededor de dos patios. Todos los edificios fueron construidos entre los siglos XV y XVI, aunque sufrieron varias reconstrucciones.
El Santo Maximiliano Kolbe fue un monje en el Monasterio en 1919.

## Galería de imágenes

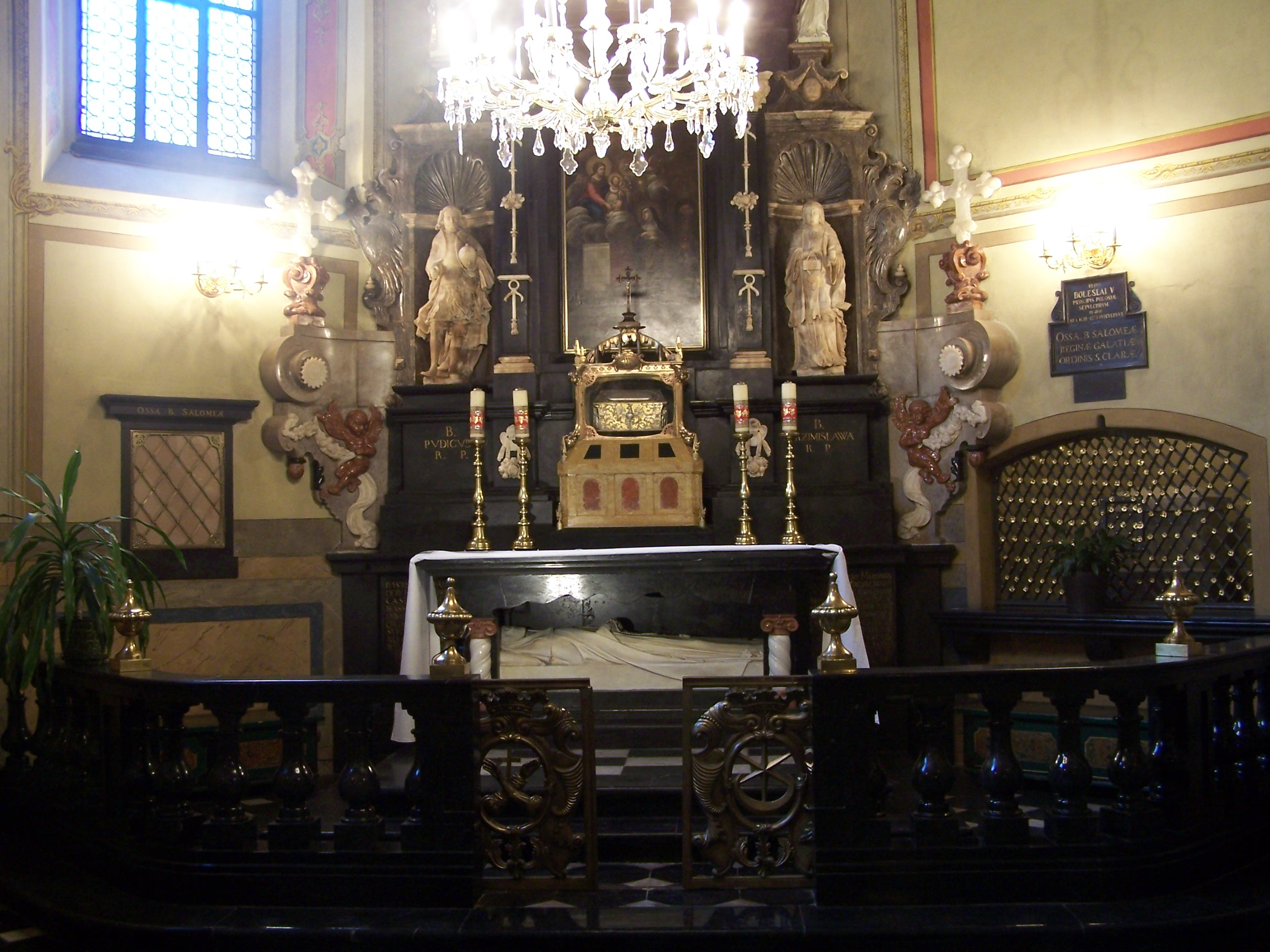
Capilla de Salomé.
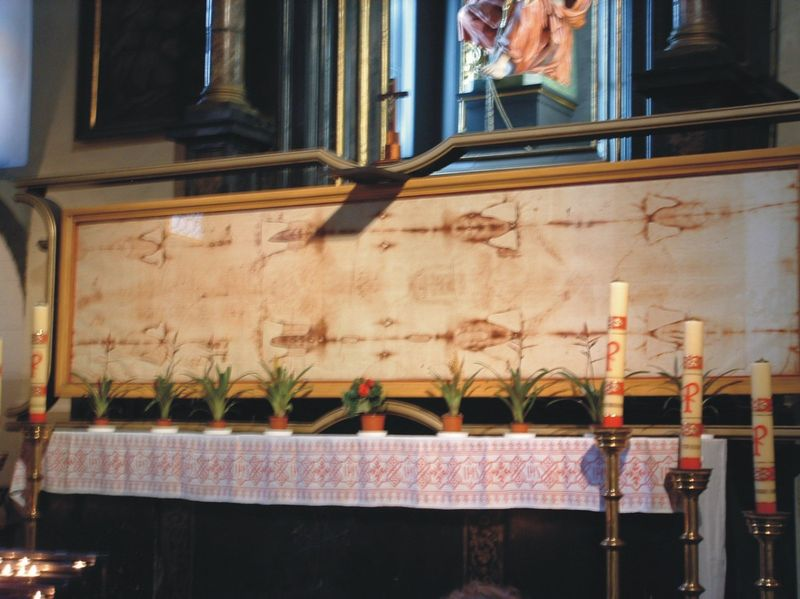
Réplica del Sudario.
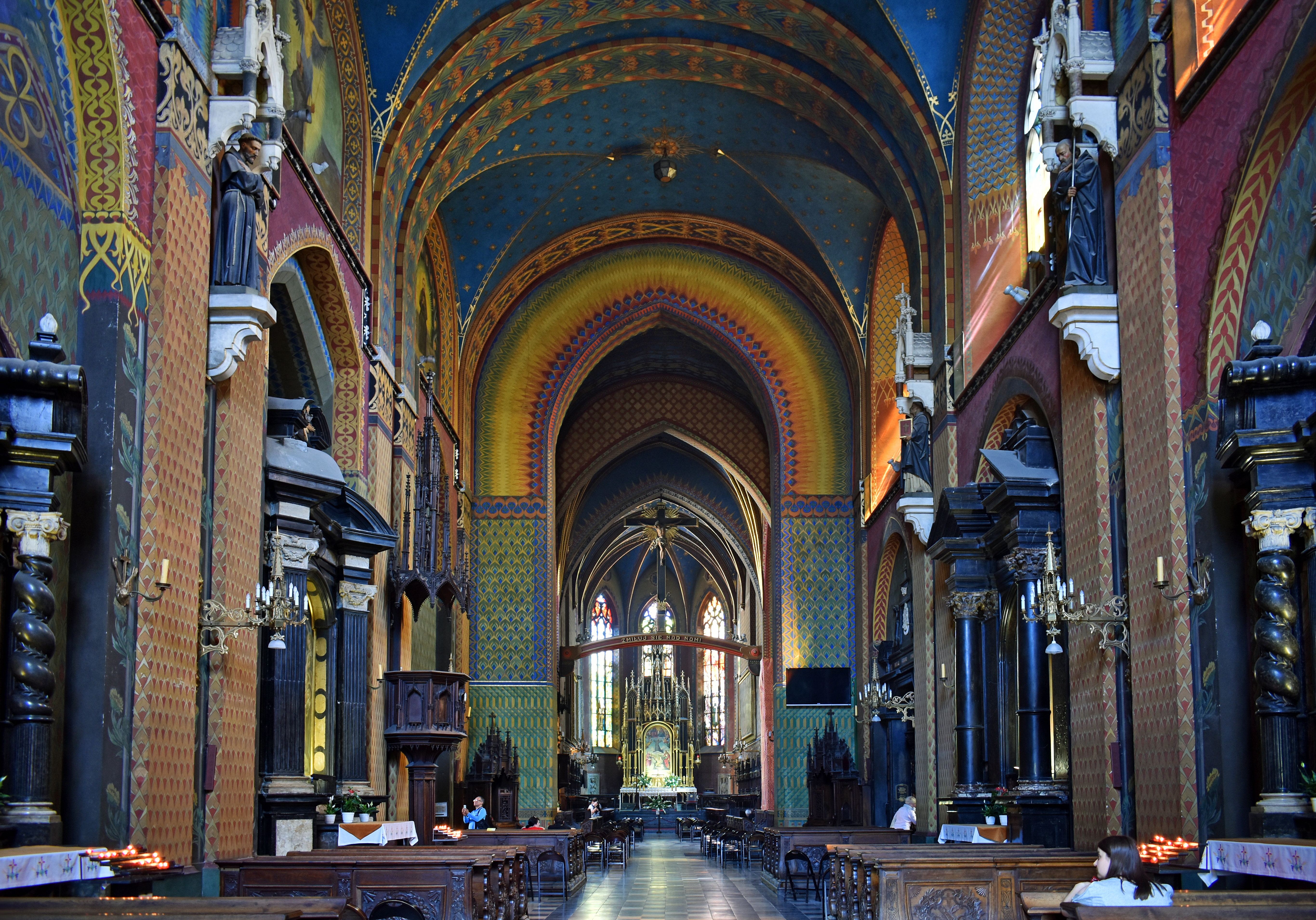
Nave central.
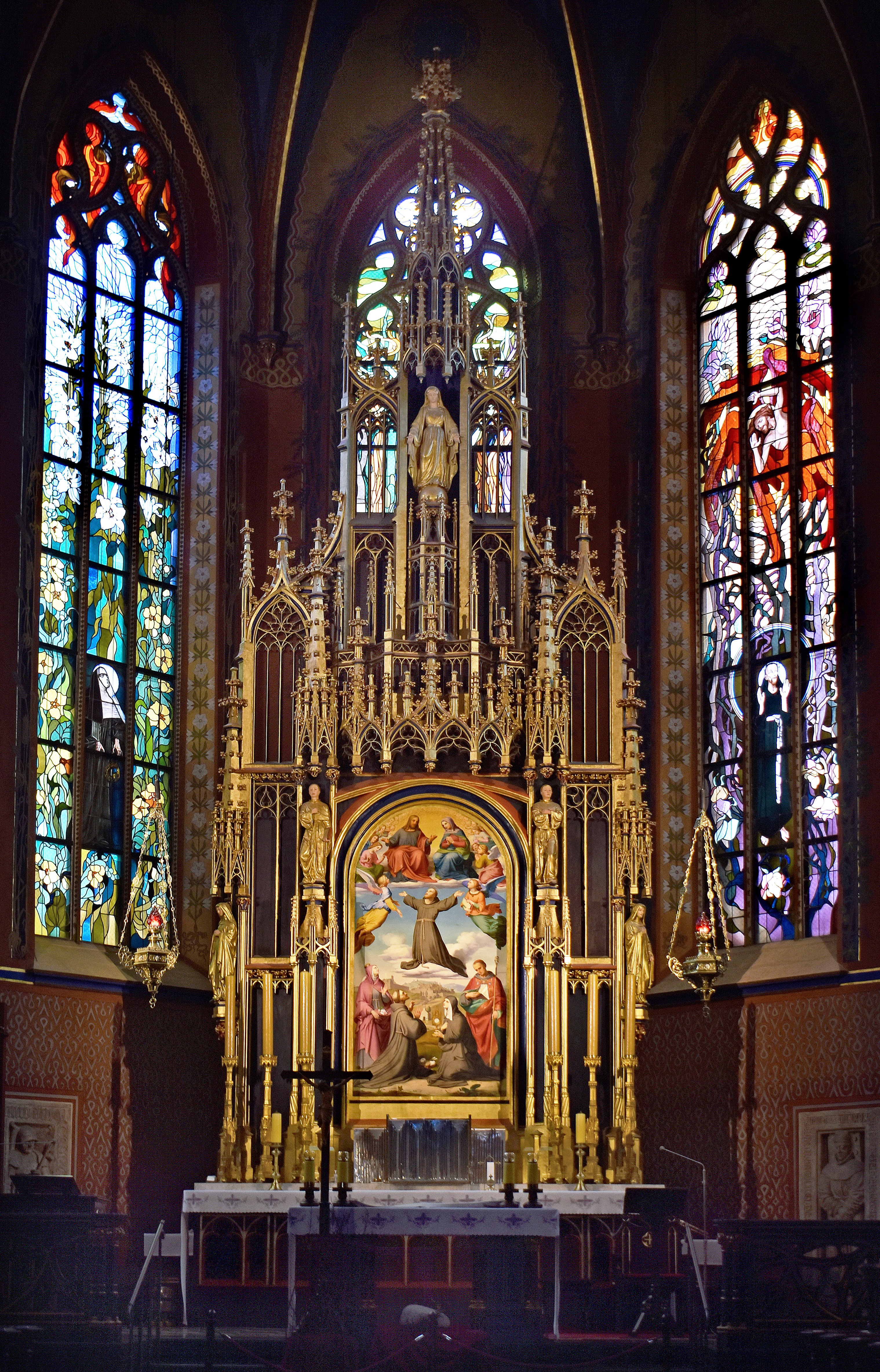
Altar mayor
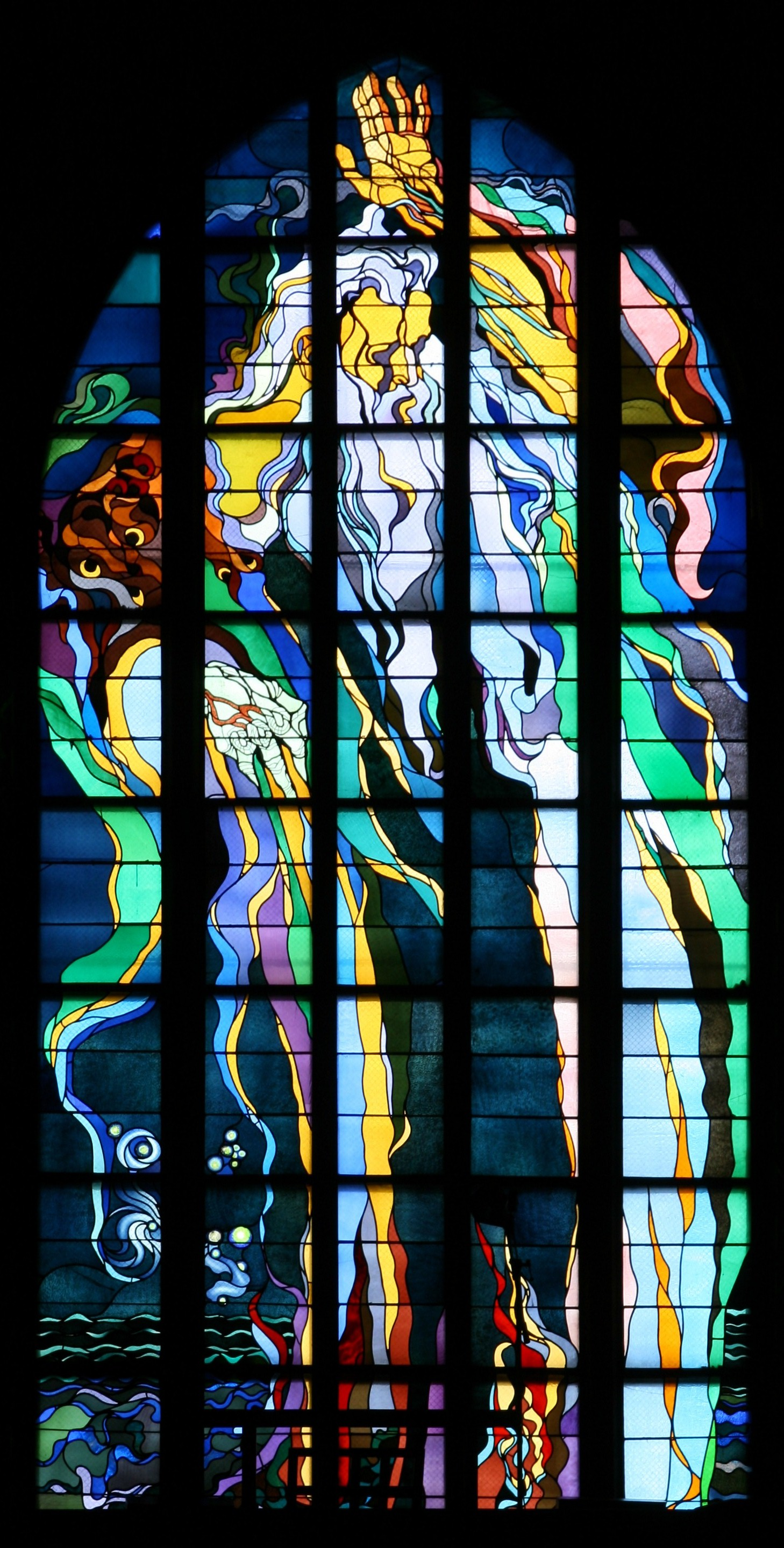
Vitral “Dios el padre”
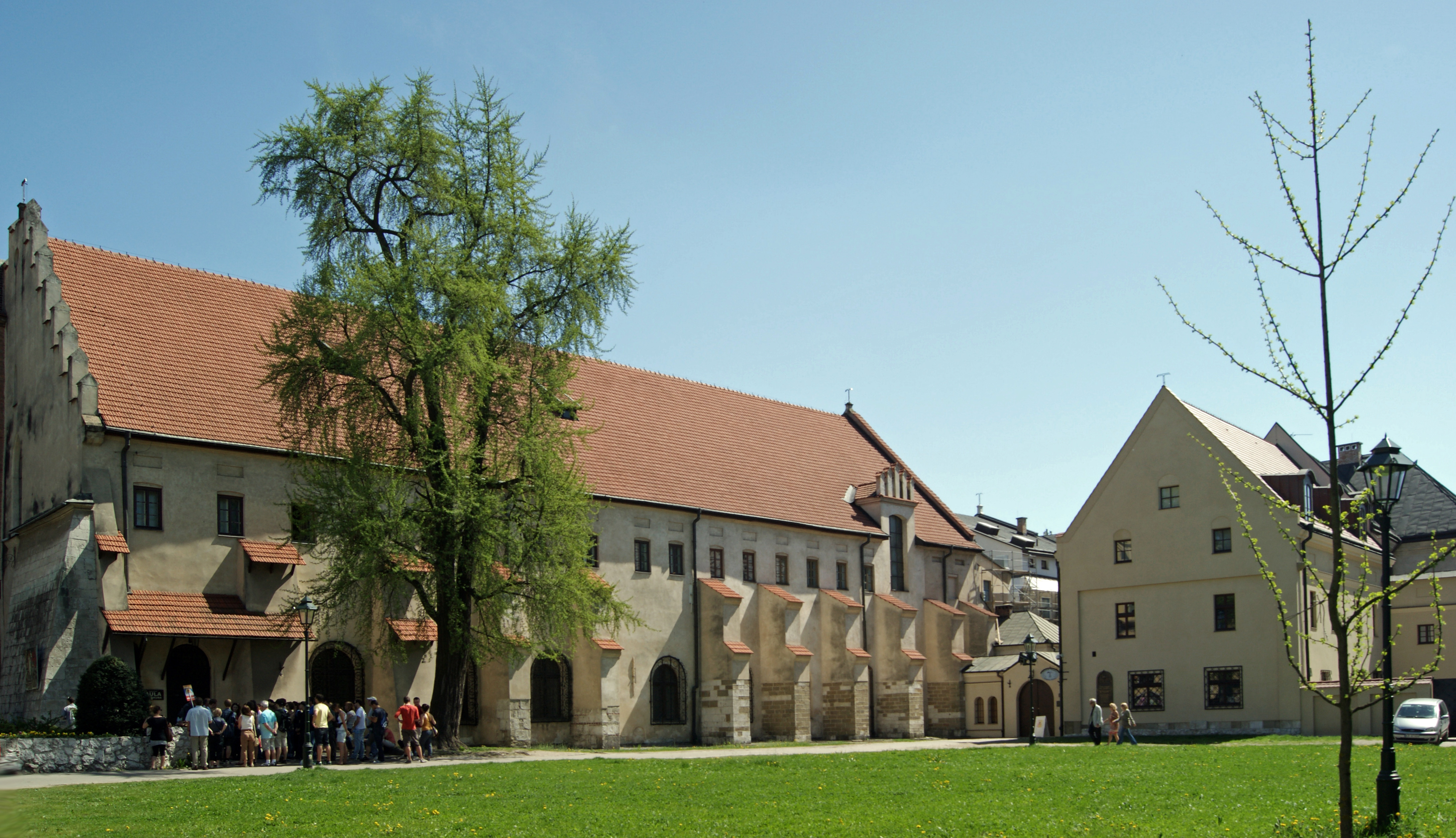
Monasterio.